# Dolors Sistac
Dolors Sistac Sanvicén (Lérida, 17 de diciembre de 1922 - 21 de enero de 2018) fue una maestra y escritora española e impulsora de la enseñanza del catalán. En 2002 se le concedió la Cruz de Sant Jordi.

## Trayectoria
Desde 1944 fue profesora de enseñanza primaria. Se casó con Enric Farreny i Martí, también maestro de primera enseñanza. En 1964 se diplomó en francés en Madrid, y en 1975 se licenció en Filosofía y Letras y Pedagogía en la Universidad de Barcelona, donde se doctoró en Filología Catalana en 1986, y así pudo culminar la investigación de las tradicionales canciones de pandero, que ya había iniciado su marido antes de morir.
Fue profesora de francés en la enseñanza primaria, en el Colegio Sant Jordi, y profesora en la Escuela de Magisterio y Universidad de Lleida, a la vez que colaboradora de la revista Labor y del diario La Mañana. Su activismo cultural la llevó a colaborar con Òmnium Cultural, entidad de la que fue presidenta en Lleida.
Fue autora de narraciones, artículos periodísticos y estudios literarios. En 1994 publicó la compilación de relatos Passes de vellut y La vella dorment i altres històries. Publicó el estudio literario Líriques de silenci: la cançó de dona a Safo, Renée Vivien i Maria-Mercè Marçal (2001) y a nivel periodístico La mirada encantada (2005) y Foc d’encenalls (2007).

## Reconocimientos
En 2002 se le concedió la Cruz de Sant Jordi en reconocimiento a su labor pedagógica, iniciada en el ámbito de la enseñanza primaria, y también por sus investigaciones de diversos aspectos literarios y culturales de las tierras de Poniente.  En 2018, se le realizó un homenaje póstumo en Lérida.
En 2020, el Ayuntamiento de Lérida renombró la calle Carmelo Fenech como Dolors Sistac, además de sustuir el nombre de otras calles con vinculación franquista con los nombres de Neus Català, Elena Pmies y Virginia Woolf.

## Obras
- Tres poetas simbolistas: Josep Estadella, Jaume Agelet y Màrius Torres (1986)
- 6 retratos de leridanos ilustres (Jaume Agelet y Garriga, Josep Estadella y Arnó, Samuel Gili y Gaya, Magí Morera y Galicia, Valeri Serra y Boldú y Màrius Torres) (1990)
- Pasos de terciopelo (1994, periodismo)
- La vieja durmiente y otras historias (1994, relatos)
- El valle de las ruinas y las rosas (1995, relatos)
- Las canciones de pandero o tambor. Estudio y nuevas aportaciones (1997)
- Líricas de silencio: la canción de mujer en Safo, Renée Vivien y Maria-Mercè Marçal (2001, estudio literario)
- El catalán de Àneu (2002, estudio lingüístico)
- La mirada encantada (2005, periodismo)
- Fuego de virutas (2007, periodismo)
- Tiempo de lucir. Segunda memoria I (1922-1947) (2011, memorias)